# Ranakpur
Ranakpur – miejscowość w dystrykcie Pali w indyjskim stanie Radżastan, słynna głównie z bogato zdobionych świątyń dżinijskich, zbudowanych z marmuru. Zespół świątyń pochodzi z XV w. i poświęcony jest Adinathowi.

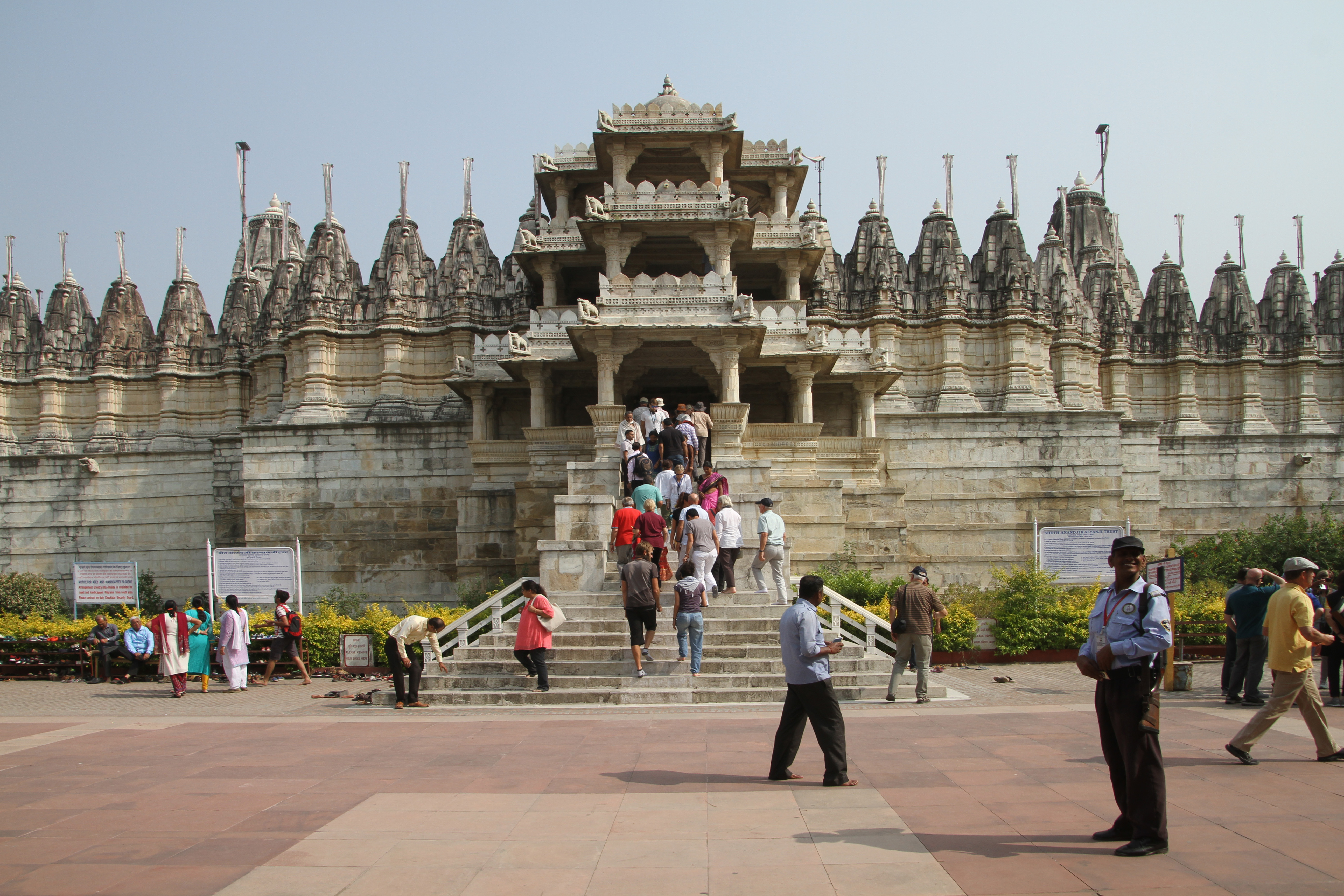
Zachodni front świątyni
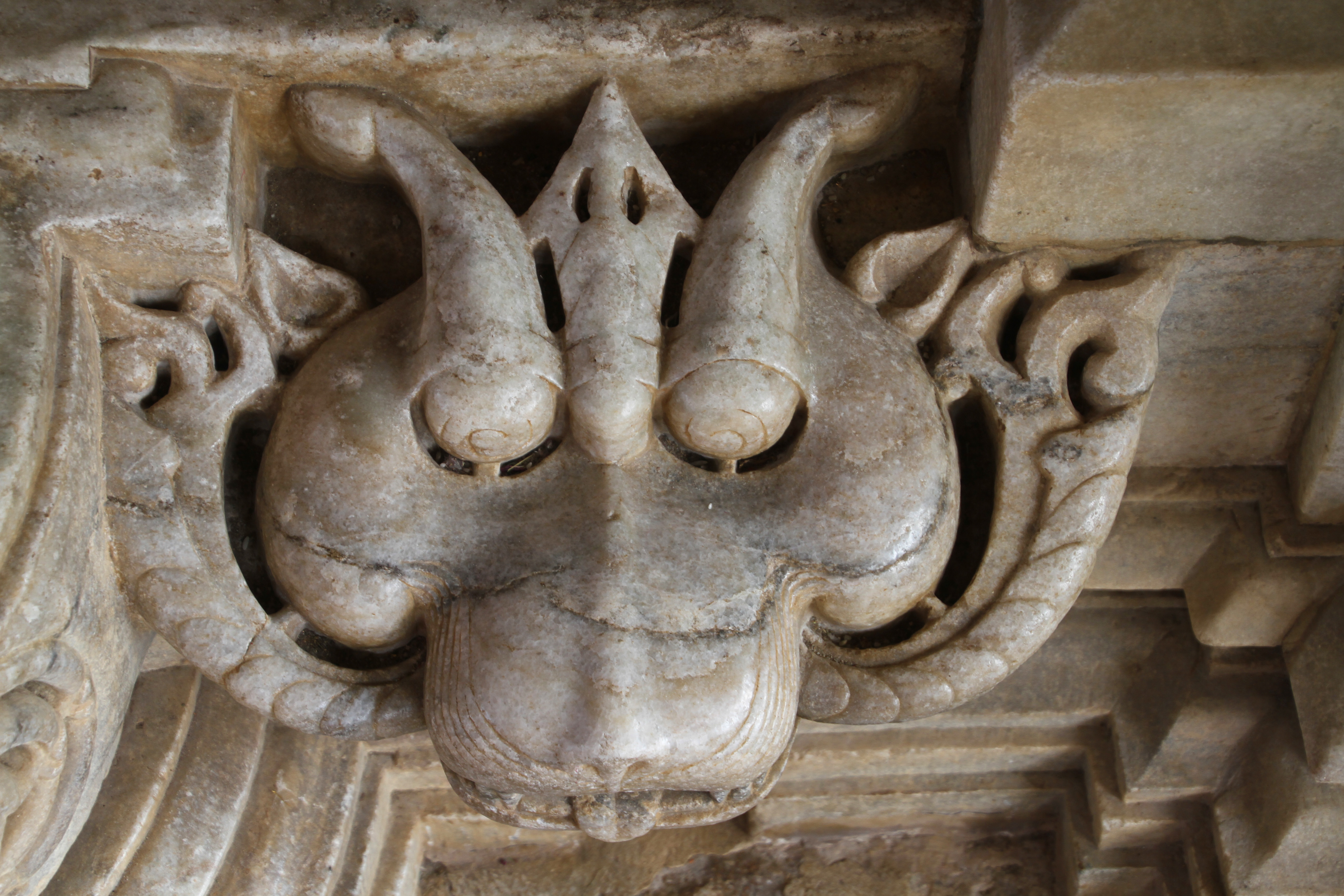
Próg drzwi
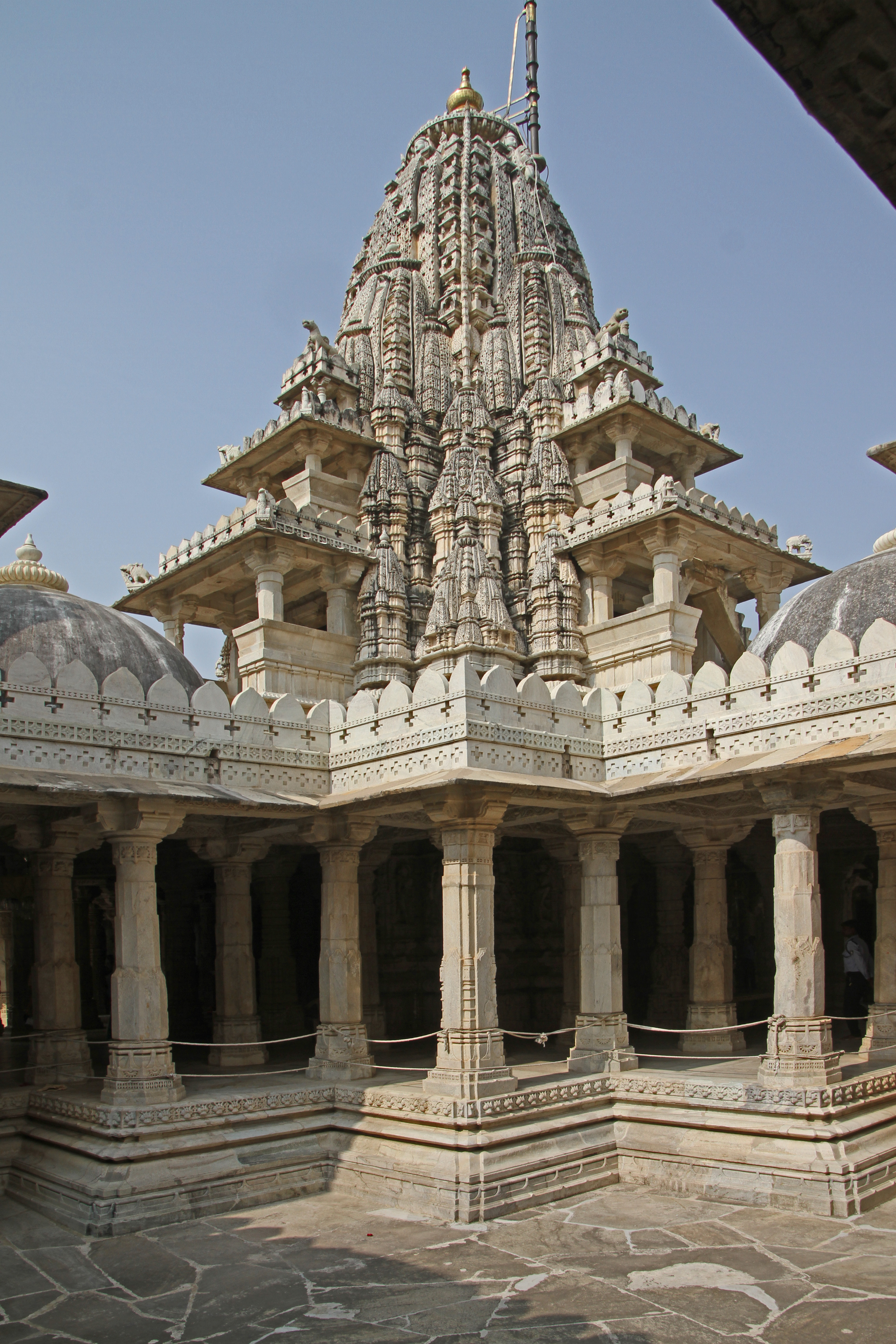
Dziedziniec i wieża świątyni
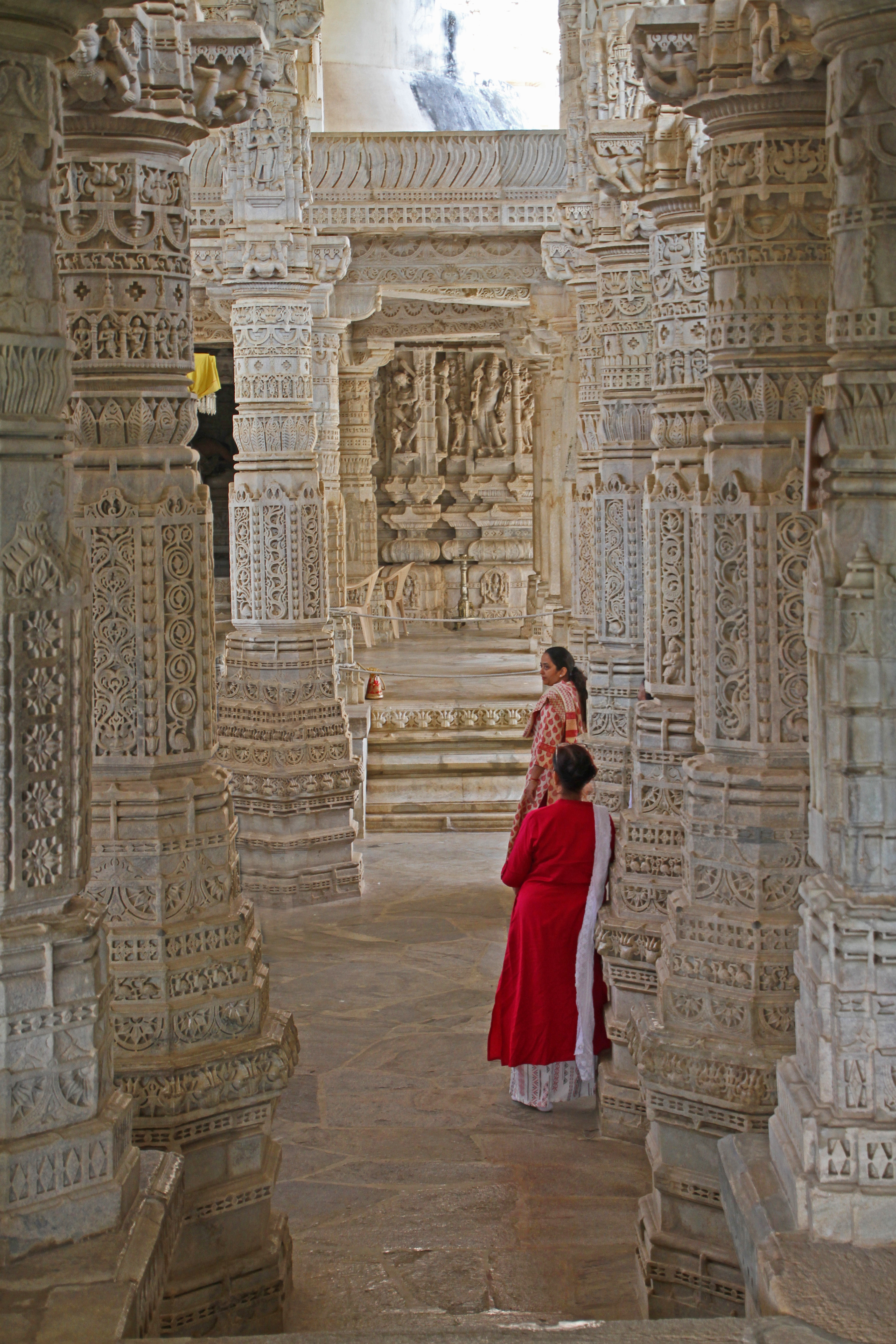
Kolumny
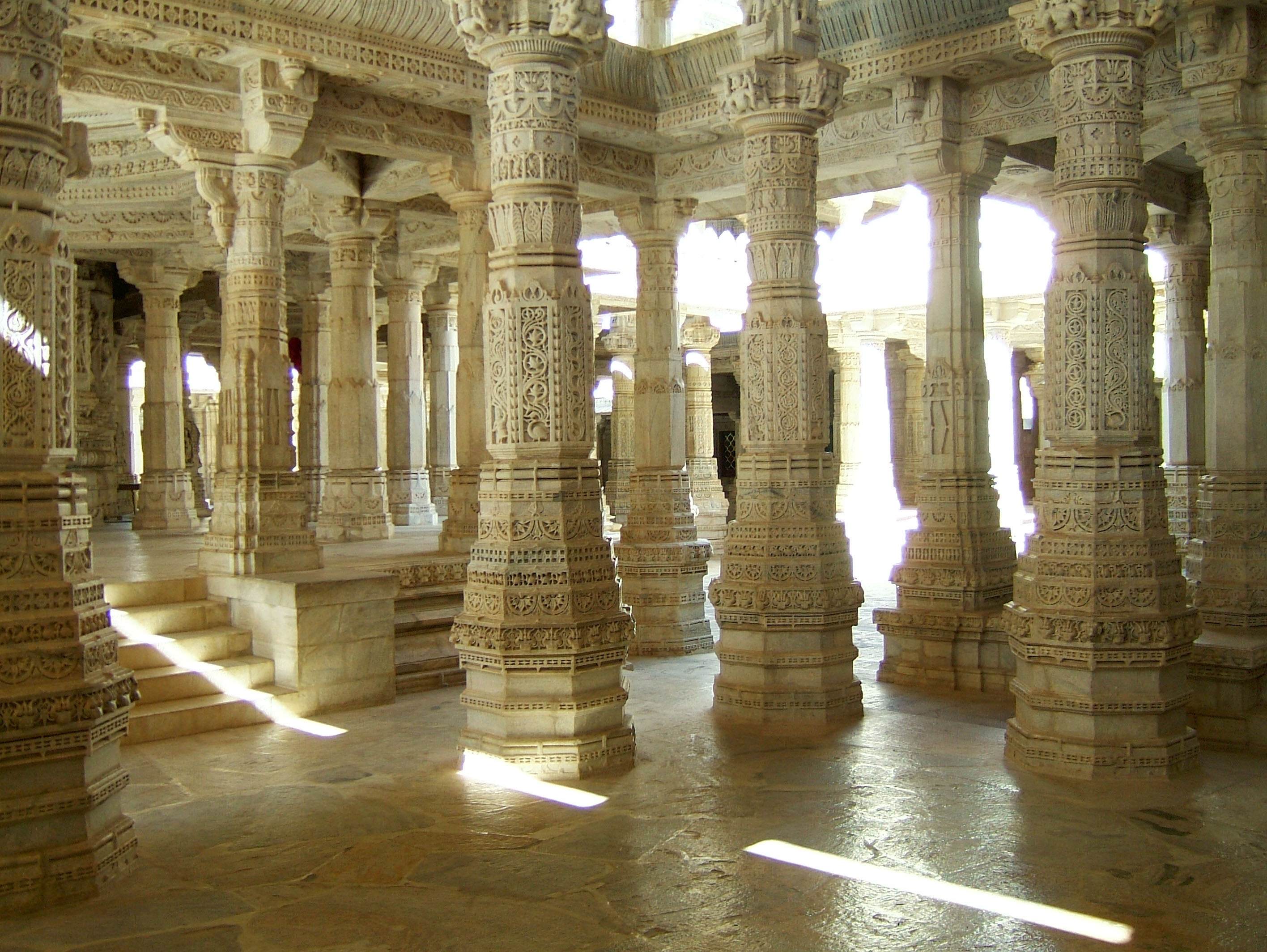
Kolumny w świątyni dżinijskiej
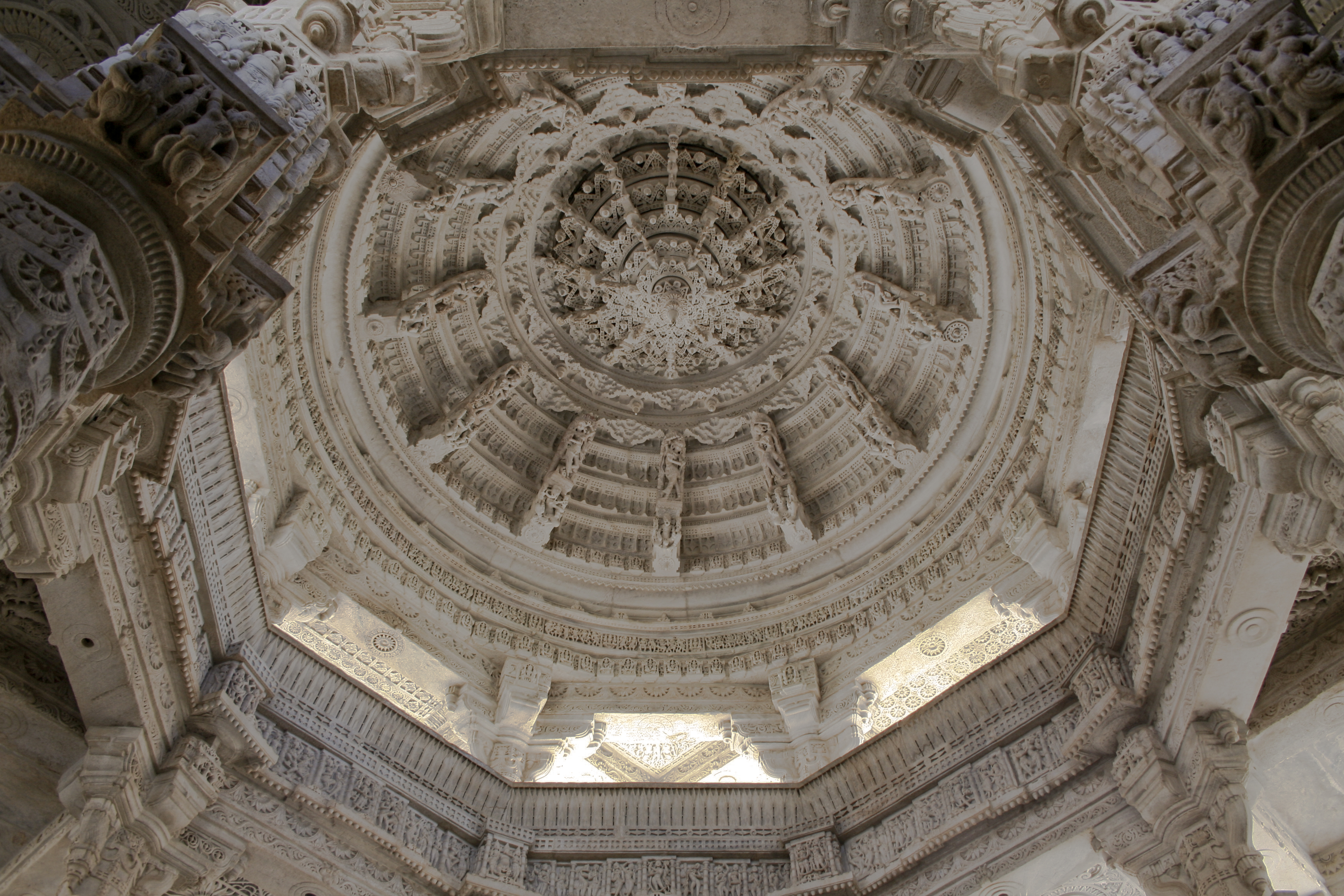
Detal sklepienia
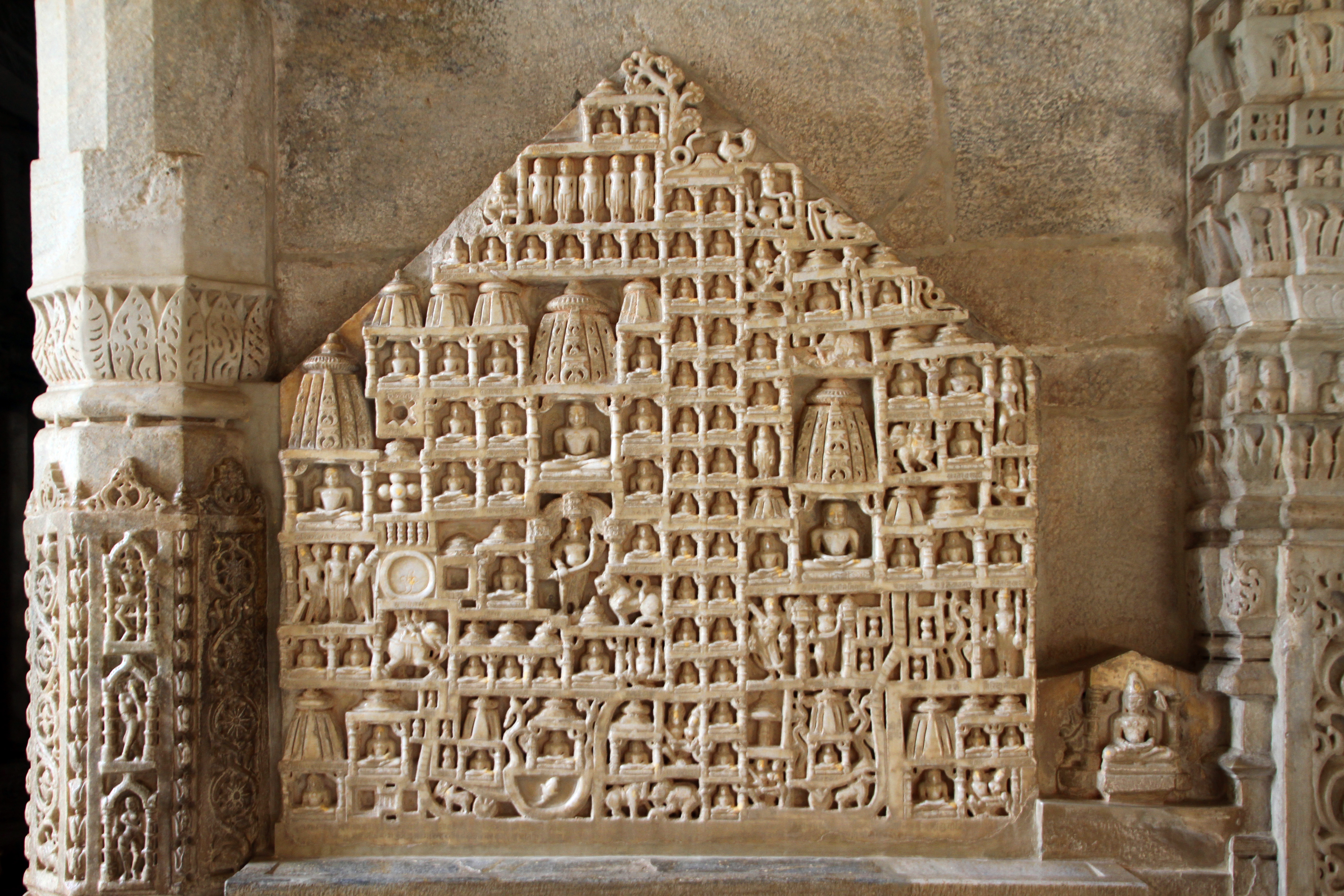
Shatrunjaya
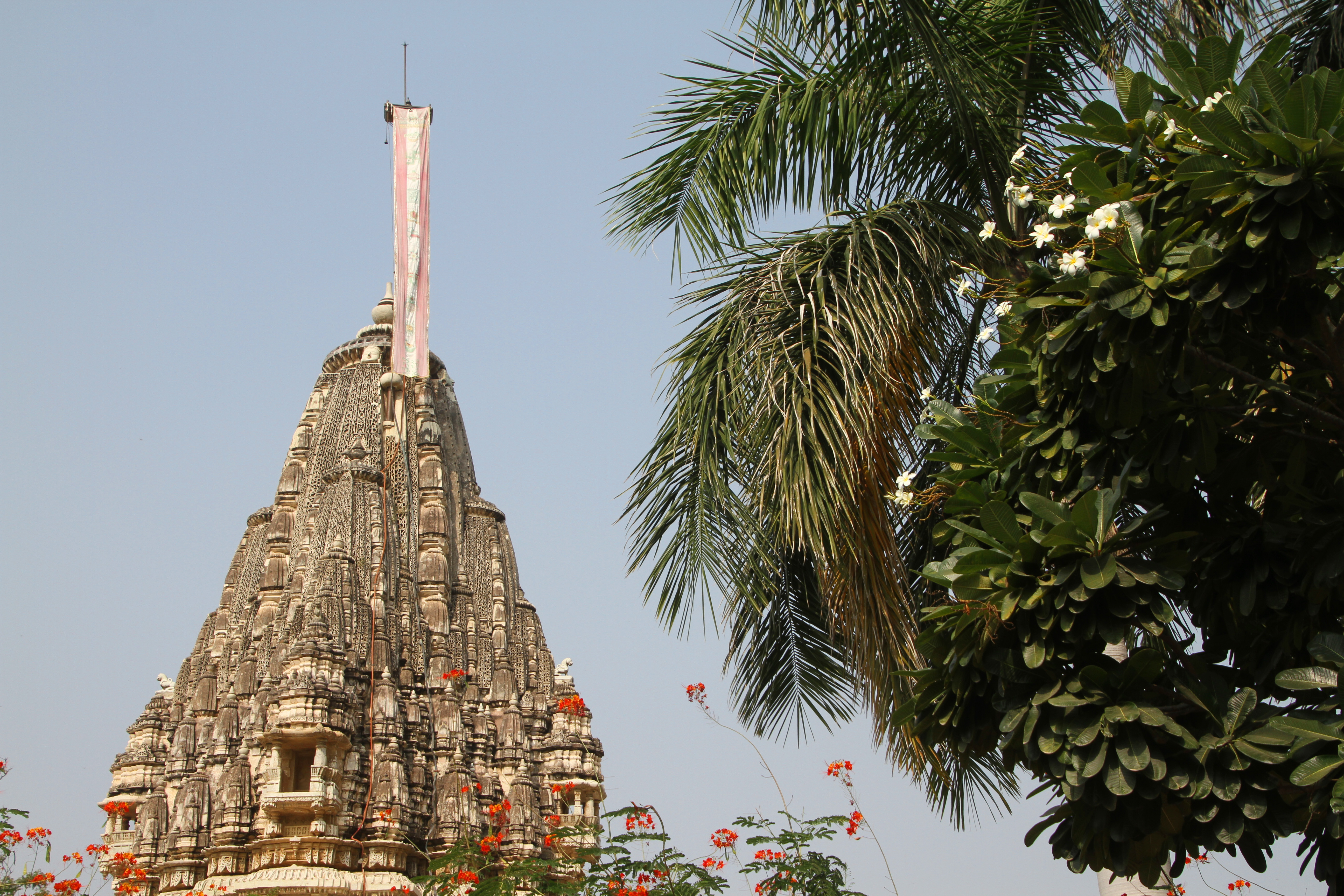
Suparshavanath świątynia